# LeRoy Gordon Cooper
LeRoy Gordon Cooper (Shawnee, 6 marzo 1927 – Ventura, 4 ottobre 2004) è stato un astronauta statunitense.
Era soprannominato Gordo, come il nome del primate lanciato nello spazio e rientrato a terra senza danni durante la fase di collaudo del programma Mercury. Volò nello spazio con le missioni Mercury-Atlas 9 e Gemini 5.

## Biografia

### Carriera da militare
Al termine della High School nel 1945 Cooper si arruolò quale volontario presso gli United States Marine Corps. La seconda guerra mondiale terminò comunque prima che la sua unità avesse raggiunto il fronte nelle acque dell'oceano Pacifico.
Congedatosi nel 1946, prese residenza sulle isole Hawaii, dove visse assieme ai suoi genitori. Frequentò l'Università locale e nel 1947 si sposò con Trudy Olson, conosciuta attraverso l'attività con il locale aeroclub - la futura moglie era una pilota. Nel 1947 si arruolò nuovamente - questa volta presso l'aeronautica militare americana, frequentando l'addestramento da pilota in Texas ed in Arizona. Nel 1950 venne trasferito in Germania dove poté pilotare diversi tipi di aerei jet.
Nel 1954 rientrò negli Stati Uniti d'America per studiare presso l'Air Force Institute of Technology in Ohio, dove si diplomò in tecnica del volo nel 1956. Dopo un ulteriore anno di addestramento presso la Edwards Air Force Base in California inizio il suo lavoro presso detto centro nel ruolo di pilota per voli di collaudo.

### Mercury
Cooper fu uno dei 110 piloti, scelti dalla NASA a far parte del primo gruppo più ristretto degli aspiranti astronauti per il programma Mercury. Durante gli appositi esami ebbe subito l'impressione di aver concluso con ottimi risultati. Cooper ne fu talmente convinto che sin dal primo rientro alla base di Edwards iniziò con i preparativi per lasciare la base e trasferirsi - con largo anticipo sull'ufficializzazione dei risultati. Pertanto non fu assolutamente stupito quando gli giunse la notizia di essere effettivamente stato scelto nel gruppo dei Mercury Seven.
Il 9 aprile 1959 venne dunque presentato al pubblico insieme con gli altri sei astronauti scelti. Come tutti gli altri astronauti assunse un incarico speciale, più precisamente l'adattamento del razzo Redstone alla capsula Mercury. Inoltre dovette sviluppare un coltello multiuso da utilizzare in caso di un atterraggio d'emergenza e contenente importanti funzioni per garantire la sopravvivenza (bussola, cacciavite, amo da pesca...).
Durante i primi due voli nell'orbita intorno alla Terra del programma Mercury (cioè (Mercury-Atlas 6 e Mercury-Atlas 7) in primavera del 1962, Cooper assunse l'incarico di radiofonista di contatto con la capsula - (Capcom) presso la stazione di controllo a terra. Il 27 giugno 1962 venne dunque nominato quale piloti di riserva di Walter Schirra per la missione Mercury-Atlas 8. La missione si svolse il 3 ottobre dello stesso anno.
Cooper, che fu dunque l'unico dei sette astronauti della prima scelta a non aver ancora una missione nello spazio (considerando l'inabilità al volo di Deke Slayton a causa di disturbi al cuore), il 13 novembre venne nominato pilota dell'ultima capsula del programma Mercury. Mentre cinque dei suoi colleghi piloti iniziavano a concentrarsi per futuri compiti nell'ambito dei progetti Gemini ed Apollo, Cooper e il suo pilota di riserva Alan Shepard furono impegnati con l'ultima fase del programma Mercury.
Il 15 maggio 1963 avvenne il lancio del primo volo nello spazio di Cooper: la missione Mercury-Atlas 9. Cooper nominò la sua capsula Faith 7. Orbitò intorno alla Terra per ben 22 volte, rimanendo pertanto nello spazio più a lungo che i cinque astronauti delle missioni precedenti insieme. Fu inoltre il primo astronauta americano che dormì nell'orbita terrestre. Nel perdurare della missione però iniziarono i problemi: man mano i vari sistemi smisero di funzionare correttamente, tanto che per portare a fine con successo la missione, Cooper fu costretto di azionare i razzi di frenatura manualmente.
Dopo 34 ore e 19 minuti, la capsula ammarò nelle acque dell'Oceano Pacifico. Il programma Mercury terminò con questo atto. La NASA discusse sulla programmazione di un ulteriore volo a lunga durata, con Alan Shepard quale pilota e Cooper come pilota di riserva, però tale missione non fu svolta per concentrarsi definitivamente ed esclusivamente sul programma Gemini.

### Gemini
Nell'ambito del programma Gemini venne assegnato a Cooper il comando per la missione Gemini 5. Pilota previsto fu Charles Pete Conrad e pertanto la NASA continuò con la tradizione di affiancare un astronauta novello ad un astronauta con precedente esperienza nello spazio. La missione si svolse dal 21 agosto al 29 agosto 1965 e fu con 190 ore un nuovo record di permanenza nello spazio. Cooper fu dunque il primo astronauta americano a volare per la seconda volta in un'orbita intorno alla Terra (il primo volo di Grissom su Mercury, comandante di Gemini 3 fu un volo suborbitale). Al termine della missione poté dunque dichiarare di essere stato nello spazio per un totale di 225 ore. Per l'ultima missione del programma Gemini, Gemini 12, effettuata a novembre del 1966, Cooper fu previsto quale comandante dell'equipaggio di riserva, senza comunque dover assumere la missione.

### Apollo
Nell'ambito del programma Apollo Cooper venne nominato comandante dell'equipaggio di riserva per la missione di Apollo 10. Tale missione svolse a maggio del 1969 la prova generale per il primo allunaggio. Seguendo la normale prassi della NASA sarebbe spettato a Cooper di essere il quinto uomo a porre piede sulla Luna, in qualità di comandante della missione di Apollo 13. Alan Shepard, a lungo sospeso dall'attività di astronauta per inidoneità al volo a causa di problemi di salute (disturbi all'orecchio interno), fece ritorno nella rosa degli astronauti, essendo stato sottoposto ad intervento chirurgico e completamente guarito dai disturbi che avevano causato la sua esclusione: pertanto gli venne assegnato il comando di Apollo 13. Durante la preparazione alla missione, la NASA cambiò i suoi progetti e, onde consentire al lungo assente Shepard una migliore preparazione, destinò il completo equipaggio comandato dallo stesso alla missione di Apollo 14. Ciò nonostante, per la missione di Apollo 13 non venne preso in considerazione Cooper con il suo equipaggio, bensì l'equipaggio sotto il comando di James A. Lovell.

### Dopo la NASA
Cooper lasciò la NASA nel 1970 senza far ritorno nello spazio e lasciò anche l'aeronautica militare, congedandosi con il grado di colonnello. Divenne uomo d'affari e svolse incarichi di amministratore e membro dei consigli di amministrazione di diverse ditte operanti in altrettanti settori. Nel suo tempo libero si dedicò particolarmente al fenomeno degli UFO.
Il 4 ottobre 2004 Gordon Cooper, già malato di malattia di Parkinson, morì nella sua abitazione a Ventura in California, lasciando quattro figlie nate da due matrimoni.
Parte delle sue ceneri sono state portate in orbita terrestre il 28 aprile 2007; il resto delle ceneri giacciono conservate nel Forest Lawn Memorial Park di Glendale, California.
Massone, fu membro della Loggia "Carbondale" N. 82 di Carbondale, Colorado, e nel suo primo volo nello spazio del maggio 1963 portò con sé una bandierina massonica in seta che donò in seguito alla sua loggia-

## Cinema
Nel film Uomini veri (The Right Stuff), diretto da Philip Kaufman, Gordon Cooper è interpretato da Dennis Quaid.